# Roskildevej (Gørløse)
Roskildevej  også kaldes Gørløse Omfartsvej er en 2-sporet omfartsvej, der går øst om Gørløse. Vejen er en del af primærrute 6 og primærrute 53 og blev åbnet for trafik den 20. august 2011.
Omfartsvejen blev lavet for at få den tunge trafik, der kørte på den gamle hovedvej, uden om Gørløse, så byen ikke blev belastet af denne trafik.
Vejen forbinder Roskildevej i syd med Roskildevej i nord og har forbindelse til Hovedvejen, Borupvej og Egholm.